# تيتوس سوفتوير
تيتوس إنتراكتيف إس آيه (بالإنجليزية: Titus Interactive SA)‏ هي شركة فرنسية سابقة لصناعة وتطوير ألعاب الفيديو، أسست سنة 1985م وأعلنت إفلاسها سنة 2005م، وكان اسمها السابق تيتوس فرنسا إس آيه، وكان مقرها في فرنسا.